# Nya Quesada
Armonía Quesada (Bahía Blanca; 13 de abril de 1919 - Buenos Aires; 6 de diciembre de 2013) más conocida como Nya Quesada, fue una actriz argentina y militante por los derechos humanos de Abuelas de Plaza de Mayo.

## Biografía
De padre madrileño y madre andaluza, nació en Bahía Blanca al igual que sus hermanos. En su niñez, su padre les leía obras de grandes autores como Anton Chéjov, William Shakespeare o Bertolt Brecht, a los que considera sus escritores favoritos. En 1939 se radicó con sus cuatro hermanos en Buenos Aires, y comenzaron a desempeñarse en la radio, donde adquirieron mucho éxito y popularidad, tanto que el público los reconocía en la calle.
Integra en 1946 la lista de "La Agrupación de Actores Democráticos", en pleno gobierno de Juan Domingo Perón, y cuya junta directiva estaba integrada por Pablo Racciopi, Lydia Lamaison, Pascual Nacaratti, Alberto Barcel y Domingo Mania.
Tras realizar una larga trayectoria en este medio, su carrera se intensificó a principios de los 60`, cuando fue convocada para participar en Viendo a Biondi, con Pepe Biondi y Silvia Legrand. El ciclo auspiciado por Proartel tuvo grandes picos de índice de audiencia, alternando géneros como la comedia familiar y emitiéndose hasta 1969. Con la misma empresa, de 1963 a 1967 compuso varios personajes para Yo soy porteño, con Selva Alemán y dirección de David Stivel. Durante siete años (1964-1971) fue partícipe del romance dramático El amor tiene cara de mujer, con Iris Láinez y Delfy de Ortega; sin embargo en 1966, incursionó en Los vecinos que tuvo poca taquilla y se mantuvo poco tiempo. Desde 1969 a 1972, fue parte del elenco de la telenovela, en canal 13,  "Muchacha Italiana viene a casarse" donde personificó a Carmen. Durante una gira en Montevideo, conoció a un actor, con quien se casó.
En 1968 realizó su primera intervención cinematográfica en Psexoanálisis, de Aries Cinematográfica Argentina con 88 minutos de duración. En 1972 se dirigió al público infantil y acompañó a importantes figuras del humor en El show de Gaby, Fofó y Miliki. Colaboró en 15 películas hasta la fecha, destacándose su paso por Días de ilusión, con Andrea del Boca. La trama indica que una mujer acaba de enviudar y empieza a vivir en un mundo de fantasía, acompañada por su hija. La niña desaparece y esto induce a que ese universo mágico se haga realidad. Luego de tres apariciones cinematográficas donde fue dirigida por Enrique Carreras y Fernando Ayala, tuvo repercusión con la comedia Minguito Tinguitela, papá, protagonizada por Juan Carlos Altavista.
En 1978, mientras permanecía en su casa junto a su familia, fue sorprendida por integrantes de la última Dictadura Militar (1976-1983), autodenominado Proceso de Reorganización Nacional, que secuestró a su nieto y asesinó a su yerno e hija Adriana. En tan solo 20 días, su nieto Nicolás pudo reconocer en la televisión a su tía, la actriz Menchu Quesada, por el cual pudo reencontrarse con su familia. Desde aquel entonces, Nya perteneció a la organización Abuelas de Plaza de Mayo, dirigida por Estela de Carlotto.
Encarnó a María en La nona (1979), con dirección de Héctor Olivera basada en una obra de Roberto Cossa, en la que una familia de clase baja debe sacrificarse para satisfacer a una anciana. En la década de 1980` sus personajes más importantes fueron Clementina (Un día 32 en San Telmo), (Llévame contigo), Juana ("Sola", por Canal 9), Alfonsina (El hombre que amo), Roberta ("Valeria") y Dominga (Mi nombre es coraje). En 1980 formó parte del elenco de "Alberto y Susana", por Canal 13 y en 1988 en La extraña dama, acompañando a Hilda Bernard y María Rosa Gallo. Volvió a reencontrarse con ellas dos en 1991 con Manuela, basada en una telenovela de los 70` y emitida a su vez en Italia.

### Teatro
Además desarrolló una larga carrera teatral, participando en obras como Hello Dolly, en el Teatro Odeón con Libertad Lamarque, Los tormentos de la infancia, en el Teatro Caminito, Los disfrazados, en el Teatro Municipal General San Martín, Ricardo III, componiendo a una vivandera, Tres hermanas, en el Teatro Regio, entre otras. Secundó a Luisa Kuliok, Nora Cárpena, Nancy Dupláa y a Catherine Fulop en varios ciclos de TV a lo largo de la década de 1990, interpretando a Eulalia, Pelagia, Fedora y Dora. Nuevamente en el Teatro San Martín cumplió un papel breve en un espectáculo de expresionismo caricaturesco en 1999, y un año después hizo un papel para El pobre hombre, en la Calle Corrientes. Con protagonización de Roberto Carnaghi, en 2001 se la pudo apreciar en El señor Puntila y su criado Matti, que tuvo malas críticas por parte de la prensa pero recibió el premio ACE. Retornó al drama, recién en 2007 cuando fue contratada para actuar en una pieza titulada El último yankee, que contaba con un buen elenco y acompañó a Ana María Picchio y Alejandro Awada en el clásico El pan de la locura (2005), en el Regio que fue motivo de estudio en la escuela secundaria.

### Últimos años
En los últimos años se dedicó especialmente al teatro en obras como Narcisa Garay, mujer para llorar, La casa de Bernarda Alba, El té de los grandes, Tres hermanas, Filomena Marturano, entre otras. En 2004 recibió el Premio Florencio Sánchez como Mejor Actriz de Reparto por su labor en Platonov y en 2006 fue homenajeada por la Obra Social de Actores (OSA).
En 2009, con varios premios en su haber, y contando con más de ochenta años, interpretó a Josefa en la telenovela Valientes, emitida por El Trece. Allí, Quesada acompañó a Betiana Blum (su hija en la serie) y a Julieta Díaz, que hacía de nieta. El programa se emitió hasta 2010, habiendo alcanzado 40 puntos de índice de audiencia y ganado dos premios Clarín Espectáculos; sin embargo su valorable presencia ocupó unos días. Solo Duro 4 Capítulos (Cap. 1 al 4) hasta que Falleció en la Historia. 

### Muerte
Su hermana fue la actriz Menchu Quesada y fue su cuñado el actor Francisco de Paula. Sus otros hermanos: Juana y Pedro, incursionaron como actores en radio.
Estuvo casado con un hombre ajeno al ambiente artístico fallecido en abril de 1981, con quien tuvo un nieto, y de éste y su esposa, un bisnieto. Nya Quesada falleció a las 20:53 del 6 de diciembre de 2013. Tenía 94 años.

## Filmografía
- Mientras tanto (2006)
- Vísperas (2006)
- Algunas mujeres (corto - 1992)
- Atraccion peculiar (1988)
- Sucedió en el internado (1985)
- Todo o nada (1984)
- Días de ilusión (1980)
- La nona (1979)
- Los chiflados del batallón (1975)
- Triángulo de cuatro (1975)
- Minguito Tinguitela Papá (1974)
- Los padrinos (1973)
- Me gusta esa chica (1973)
- El profesor tirabombas (1972)
- La guita (1970)
- El profesor hippie (1969)
- Psexoanálisis (1968)

## Televisión
- 1961: Viendo a Biondi
- 1963: Yo soy porteño
- 1963: Teatro 13
- 1964: El amor tiene cara de mujer
- 1966: Los vecinos
- 1969: Abelardo Paradales
- 1971: Alta Comedia
- 1971: Historias de Nosedonde
- 1972: El show de Gaby, Fofó y Miliki
- 1973: Lo mejor de nuestra vida... nuestros hijos
- 1974: El Teatro de Jorge Salcedo
- 1974: Con odio y con amor
- 1978: El Mundo del Espectáculo
- 1980: Un día 32 en San Telmo
- 1980: Alberto y Susana
- 1981: Comedias para vivir
- 1981: Ciclo de Guillermo Bredeston y Nora Cárpena
- 1982: Las 24 Horas
- 1982: Llévame contigo
- 1983: Sola
- 1986: El Lobo
- 1986: El hombre que amo
- 1987: Valeria
- 1988: Mi nombre es coraje
- 1989: La extraña dama
- 1990: Su comedia favorita
- 1991: Manuela
- 1992: ¡Grande, pa!
- 1992: Soy Gina
- 1993: Con pecado concebidas
- 1994: Cara bonita
- 1994: Aprender a Volar
- 1995: Montaña rusa
- 1996: Como pan caliente
- 2000: Primicias
- 2004: Los pensionados - Hortensia
- 2009: Valientes